# 罗马神话

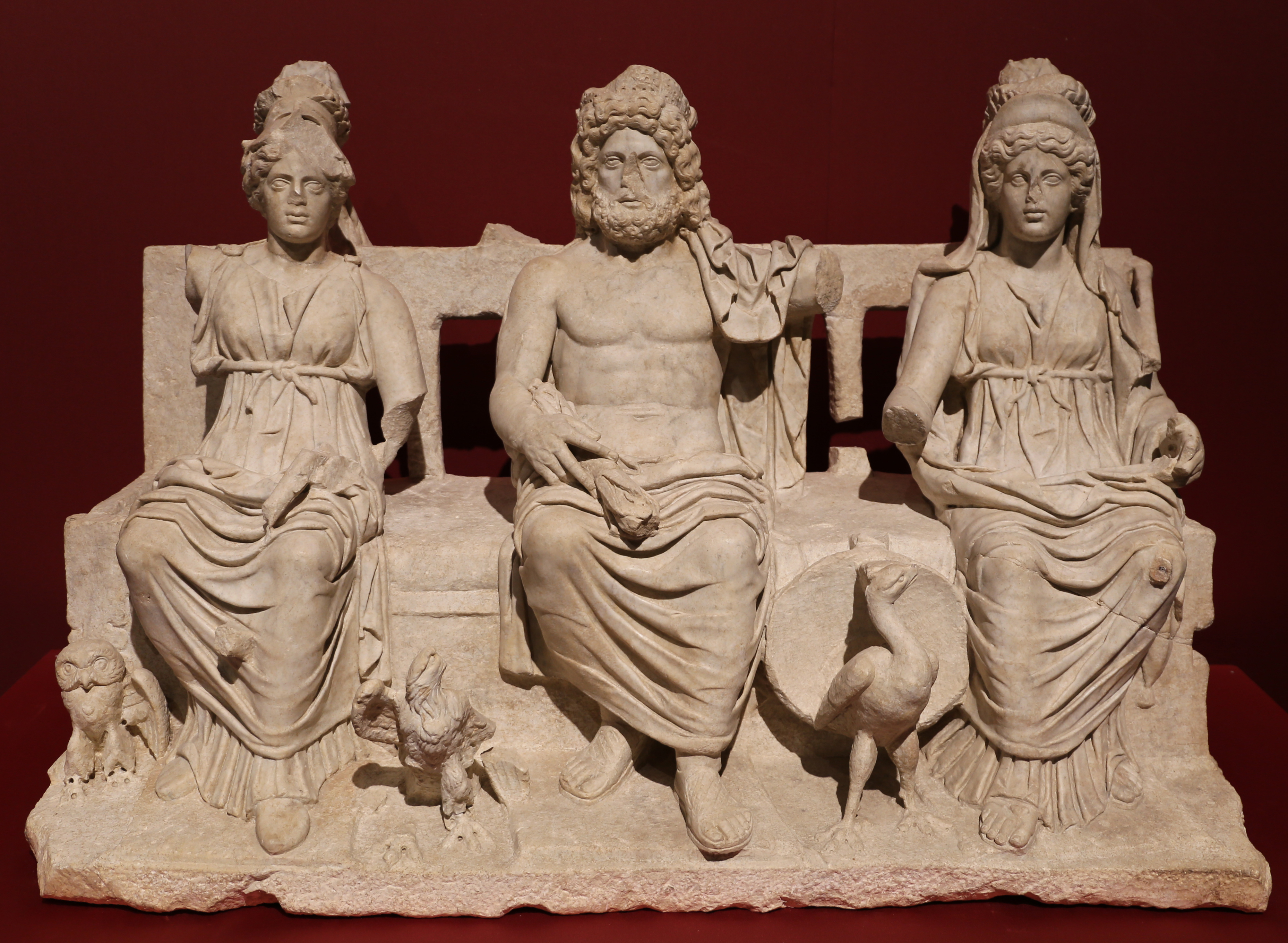
卡庇托林三巨神（左至右）：智慧女神米娜娃、眾神之王朱庇特、天后茱諾

罗马神話傳統具有发展非常完善的仪式、祭司和一群互相关连的神。一套丰富的、关于罗马的诞生和发展的传说，在这些传说中，人起主要作用，有时神會插手介入其中。
古罗马的“神话”不是故事，而是神与神以及神与人之间错综复杂的关系。
罗马初期的宗教后来被增加了许多有时甚至彼此矛盾的新内容，尤其是吸收了希腊神话的很多部分。隨著版圖擴增，也增加了埃及神話中部分內容。今天我们对罗马神话的知识不是来自当时的记载，而是来自于后来一些试图将那些古老的传统保留下来的学者的描述。比如生活于前1世纪的馬庫斯·特倫提烏斯·瓦羅。一些其他的罗马作家，比如奥维德在写作时受到希腊的影响非常深，他们经常引用希腊神话来填补罗马神话中的空缺。

## 罗马神明分類
罗马的祈祷仪式和官方祭司将他们的神分成两类。第一类是罗马原始的神（di indigetes），第二类是在罗马历史上在某一个确定的时间为了应付某一件大灾难而引入的（de novensides）。第一类神在罗马历史上很早的时候就已经有他们自己的祭司了，在日历中他们有固定的庆祝日，这一类神一共有30个。除了这30个大神外，罗马从很早开始就还有一群特别的神，他们各有各自特殊的任务，比如主管收割。部分古老的在耕种或播种时要做的仪式显示在每个操作的过程中总是有一个神参连在其中，一般这些神的名字也是由这个操作的动词演变而来的。这些神可以被称为是主神的助神。早期的罗马信仰是多神的，这些神往往只有一个名字和一个作用，而他们的神力（numen）也是非常专一的。
罗马的大神和他们的庆祝日显示了古罗马不只是一个农业社会，而且他们也很会作战，经常参加战争。这些神显示了当时罗马社会日常生活的需要。他们享受必要的仪式和牺牲。比如雅努斯和维斯塔看守门和灶，家族守護神拉爾（Lares）保护土地、房屋、栅栏和篙点，萨坦保护播种，赛尔斯保护谷物的增长，普慕那保护水果，康蘇斯（Consus）和播種和豐饒女神俄普斯（Ops）保护收割。就连众神之主朱庇特也因为他的甘雨保护庄园和葡萄园而受尊敬。通过他的闪电武器他被认为是超越一切的人类的主宰，通过他的广大的疆域他被认为是罗马军队在国境之外远征时的保护者。早期重要的神中有玛尔斯和奎里努斯，他们两个几乎没有多少区分。玛尔斯是年轻人和他们的活动，尤其是战争的神，他在三月和十月被祭祀。现代学者认为奎里努斯是和平时期战士的保护者。
早期神殿中最高的神除朱庇特、玛尔斯和奎里努斯（他们的三个祭司是罗马地位最高的）外还有雅努斯和维斯塔。这些早期的神没有什么个性，他们没有个人的经历、婚姻或儿女。不像希腊的神，他们没有人性，因此关于他们的活动没有多少记录。罗马的第二位国王努马·庞庇柳斯常被说成是这种老的祭祀方式的开始者，据说他的伙伴和助手是罗马掌管泉水和出生的女神埃杰里亚。后来的文献将埃杰里亚称为是一个水仙。不过很早就有新的东西被加入了。据说塔克文家族引入了、朱诺和密涅瓦三大神，他们后来在罗马宗教中占据了最重要的地位。其他新的引入包括亚芬丁山上对狄安娜的礼拜和西卜神諭篇，一本预言世界的书，据说它是塔克文在前6世纪末从一个女预言家手里买来的。

## 引入其他神祇
随着罗马对周围地区的占领，附近的神也被吸收了。罗马人对被占领地区的神与对罗马本国的神同样尊敬。在许多情况下，这些新引入的神在一个专门的仪式中正式被邀请到罗马为他们建立的新的圣地。前203年，代表库柏勒的一个圣物正式被从弗里吉亚引入罗马。此外，罗马的扩大吸引了外国人，他们被允许继续崇拜他们自己的神。密特拉就是这样来到罗马的，他在军队中很受欢迎，因此他的崇拜就这样一直被带到了不列颠。除卡斯托和波卢克斯外，狄安娜、密涅瓦、海克力斯、维纳斯和其他一些小神也是随着罗马对意大利的征服来到罗马的。这些神有些是意大利自己的发明，有些本来来自希腊文化。后来每个罗马主要的神都找到了一个相应的、希腊更加人性的神，加上了他们的属性和神话。

## 以羅馬為神
一些神殿是崇拜羅馬的，這可能說明有一個神被授命為羅馬。
但實際上這是一個比喻，是給予國家一個人性化的代表。這種人性化首次出現於前269年的一種硬幣上（nummus）。外地人可能覺得羅馬由此被神化了，但實際上這只不過是一個猜測。為了強調這種比喻，羅馬人於前195年在士麥那為羅馬建了第一個廟。同樣容易產生混淆的是羅馬皇帝的神化，比如奧古斯都大帝，尤其羅馬的一些政治家為他建立了一套宗教式的祭祀儀式。

## 宗教节日
罗马宗教日历翻印了罗马人采纳被占领地区的神。罗马早期只有很少宗教节日。但一些很早的节日一直保存到基督教前罗马帝国的最后一刻。其中包括原始农业人民对繁殖和赎罪的仪式。新的神的来到引入了新的节日。到后来日历上节日的数目比工作日还多。最重要的节日有农神节（Saturnalia）、牧神节（Lupercalia）。
帝国时期农神节从12月17日到12月23日连续7天，这也是冬至的时间。这段时间里所有的买卖都停止，奴隶获得暂时的自由，人们互相交换礼物，许多人结婚。牧神节本来是庆祝一个意大利畜牧神卢波库斯的古老节日。这个节日于2月15日在柏伦町山上的卢波库斯洞里庆祝。柏伦町山是传说中罗马的奠基人罗莫路和勒莫小时候被一只狼收养的地方。罗马传说说一个牧羊人在狼窝里找到了这一对双胞胎并将他们带回家让他的妻子来抚养他们。

## 罗马神庙
罗马市内的神庙反映了罗马对世界上其他神的包容性。最古老的神庙，比如卡匹托尔山上前509年建的尊朱庇特、朱诺和密涅瓦三大神的神庙，模仿的是伊特鲁里亚人的神庙。如同伊特鲁里亚的神庙，它立在一个高耸的地基上，与希臘神庙不同的是，希腊神庙因為有梯狀基座因此四周都有向上的三阶梯平台，而伊特鲁里亚的神庙只有在入口处有台阶。神庙的表面与希腊神庙也不同，它的廊柱比希腊神庙的深（一共有六对），而且只在入口处有廊柱，希腊神庙四周都有廊柱。庙内分几个大的房间，每个供一个不同的神像。战神场上的伊西斯和塞拉匹斯的神庙是罗马后期宗教建筑的代表作。它们是用埃及的材料建造的，他们供的是希腊化的埃及神。罗马最特别的神庙朱庇特大神庙和万神殿。万神殿是哈德良于117年至138年建的，里面供的是所有的神。它取代了此前一座比较小的类似的庙宇。607年万神殿被改造为一个基督教教堂，今天它是意大利国家纪念馆，里面安葬了圣拉斐尔以及一些为意大利统一作出过贡献的国王。

## 罗马宗教的衰败
罗马宗教的希腊化，更重要的可能是希腊哲学在罗马受到良好教育的人中的传播使舊仪式越来越被忽视，前1世纪内老的祭司职位的地位骤降。除了出于政治的必要，许多从出生应该接受这些职务的高级贵族对这些仪式根本不信任，而受教育低的大众也越来越对外来的仪式感兴趣。虽然如此，最高祭司（pontifex maximus）和占兆官（augur）依然拥有很高的政治地位。恺撒就利用他最高祭司的地位来对其他祭司施加政治影响。
奧古斯都大帝改革和重建了老的宗教系统，他本人是将所有的祭司职务集于一身。尽管老的仪式（实际上是一种人与神之间的交易，人向神服务以换得神对人的保护）与道德无关，奧古斯都将它转化成虔诚和宗教信仰纪律，并用此来作为防止内部动乱的一个机构。在这个时候，维吉尔的长诗《埃涅伊德》使特洛伊英雄埃涅阿斯建立罗马的传说非常普及。
奧古斯都大帝的改革并不能防止罗马的宗教越来越集中在对罗马皇帝的崇拜，后来罗马皇帝死后都被神化了。在罗马帝国建立前，从恺撒的时候开始这个趋向就存在了。奧古斯都、克劳狄一世、韦斯巴芗和提图斯都被神化了，涅尔瓦之后，皇帝幾乎都被神化。
在帝国时期，许多外国的神非常普及，比如对埃及女神伊西斯和对波斯神密特拉的崇拜，基督教也是如此传播开的。尽管从尼禄到戴克里先的统治时期基督教被强烈迫害，但它不断扩展。313年君士坦丁大帝和李錫尼頒佈《米蘭敕令》寬容基督教。从392年开始狄奥多西一世下令禁止一切其他崇拜。

## 主要古羅馬神
古希臘神話對歐洲文化影響較深，天上諸星座原來都是希臘人以神話人物和諸神命名的，但目前學術界使用的都是羅馬名。
| 中文名              | 拉丁名 | 職位                                                         | 相應的希臘神祇 |
| ------------------- | ------ | ------------------------------------------------------------ | -------------- |
| 雅努斯              |        | 門神；具有前後兩個面孔或四方四個面孔，象徵舊年結束和新年開始 | 傑納斯 ( ）    |
| 朱比特              |        | 神王；閃電之神                                               | 宙斯（Ζεύς）       |
| 茱諾                |        | 神皇后；生育之神，婦女的保護者；朱比特的三姐及妻子                 | 赫拉（Ήρα）       |
| 墨丘利              |        | 神的使者；商業、旅行、偷竊及醫藥之神                         | 荷米斯（Ερμής）     |
| 維納斯              |        | 美神、愛神、夢神(給夢、非管夢)                               | 阿芙蘿黛蒂（Αφροδίτη） |
| 瑪爾斯              |        | 戰神；朱比特與茱諾之子                                       | 阿瑞斯（Άρης）     |
| 薩圖爾努斯          |        | 農神；朱比特的父親                                           | 克羅諾斯（Κρόνος）   |
| 狄安娜              |        | 月亮女神；狩獵及貞操之神，少女的保護者                       | 阿蒂蜜絲（Άρτεμις）   |
| 阿波羅、福玻斯      |        | 太陽神；藝術、歌曲、詩歌之神；蒂安娜的孿生哥哥               | 阿波羅（Απόλλων）     |
| 密涅瓦              |        | 智慧、復仇、戰術女神；朱比特的女兒                           | 雅典娜（Αθηνά）     |
| 刻瑞斯              |        | 豐收女神；朱庇特的二姐                                       | 狄蜜特（Δήμητρα）     |
| 兀兒肯              |        | 火及鍛造之神；維納斯的丈夫                                   | 赫菲斯托斯（   |
| 涅普頓              |        | 海神；海洋、地震、馴馬之神；朱比特的二哥                     | 波塞頓（Ποσειδών）     |
| 普魯托              |        | 冥神；朱比特的大哥                                           | 黑帝斯（Άδης）     |
| 維斯塔              |        | 女灶神；朱庇特的大姐                                         | 赫斯提亞（Εστία）   |
| 邱比特              |        | 愛和愛慾之神；維納斯 的兒子                                  | 厄洛斯（Έρος）     |
| 歐若拉              |        | 黎明女神                                                     | 厄俄斯（Έως）     |
| 佛洛拉              |        | 花之女神                                                     | 克洛里斯       |
| 西尔瓦努斯/法乌努斯 |        | 自然之神，荒野、森林、田园、牧群的看护者                     | 潘（）         |

## 與希臘神話差異
罗马神话不像古希腊神话在文明的早期編寫而成，一直到罗马共和国末期罗马诗人才开始模仿希腊神话编写自己的神话，因此罗马人没有像希腊神话中那样传說的神之间的斗争之类的传说，罗马人对神的理解与希腊人的理解也不一样。
假如问一个古希腊人，得墨忒耳是谁的话，他会说，得墨忒耳有一个非常漂亮的女儿（泊瑟芬），被黑帝斯抢走了，因此得墨忒耳很悲伤。
假如问一个古罗马人，刻瑞斯（即得墨忒耳的罗马化名字）是谁的话，他会说，刻瑞斯有一个祭司，他的地位比朱比特、馬爾斯和奎里努斯的祭司的地位低，但是比佛洛拉和普慕那的地位要高。他会说，刻瑞斯与其他两个掌管农业的神立波尔和利贝拉是一个组的，他可能还可以将那些帮助刻瑞斯的小神的名字说出来。
1. ↑  . romanoimpero.com.   [2023-03-16]. （原始内容存档于2023-03-16）.
2. ↑  . Mythopedia.   [2023-03-16]. （原始内容存档于2023-03-16） （英语）.
3. ↑  Mattingly, H. . The Numismatic Chronicle and Journal of the Royal Numismatic Society. 1943, 3 (1/4)  [2023-03-16]. ISSN 0267-7504. （原始内容存档于2023-03-16）.
4. ↑  . www.britannica.com.   [2023-03-16]. （原始内容存档于2023-07-01） （英语）.
5. ↑  . www.britannica.com.   [2023-03-16]. （原始内容存档于2020-11-28） （英语）.